# 烯丙沙林
烯丙沙林（化学名：4-烯丙氧基-3,5-二甲氧基苯乙胺）是一种含氮有机化合物，化学式为C13H19NO3，为麦司卡林（一种致幻剂）的衍生物，最初由Otakar Leminger在1972年合成，此后由亚历山大·舒尔金在《PiHKAL：化学的爱情故事》中进一步描述。